# 勿忘我 (電影)
《勿忘我》（英語：Hearts in Atlantis）是一部2001年上映的美國電影，由史考特·希克斯執導，根據史蒂芬·金（Stephen King）的中篇小說《穿黃衣的下等人》改編而成，此故事收錄於短篇小說集《勿忘我》中的第一篇。

## 電影內容
電影版本與小說情節相似，提及鮑比的童年與成年生活，關於越戰的章節都不曾出現於電影中。
成年的鮑比得知自己童年時的一名朋友曾在越戰中奪得銀章，最近逝世了，然後從朋友口中得知他昔年的女朋友亦於較早前過世，就回到了家鄉。在已成廢墟的老家中陷入回憶。
小鮑比在父親死後，與一心只顧及自己的母親相依為命。他一直渴望擁有一輛單車，但到了十一歲生日仍只收到一張成人借書證。同時有一名神秘的老人搬到了鮑比家樓上，媽媽並不歡迎這名新鄰居，但鮑比十分喜歡找他談天，並答應每天替他讀報，收費一週一元。
老人充滿智慧，與鮑比談話時他不時引用了一些作家的名言，他同時有一種異常的天賦：閱讀人心。他可以“看見”一些未發生的事，如鮑比將會吻他的（女）朋友，或一幫頑童將會欺負鮑比等等。
但老人一直有一種不安的感覺，他要鮑比多留意四周有沒有一些駛著黑色車的人出沒（他們的數量會很多，而且常常一起出外行動，鮑比稱他們為 “壞人”），以及他們於四周貼上的符號和告示。
後來一個週末，媽媽應邀外出數天，把鮑比留給老人照顧，但被老闆侵犯後丟了工作，失望而歸，同時老人預見鮑比的（女）朋友會被頑童痛打一頓，遂要鮑比趕去找她，老人在治療女孩的手臂脫臼時，為了避免脫去衣物時的拉扯造成女孩疼痛，便剪下她的外衣，不料媽媽回家時一見此幕，以為老人正在侵犯女童，一怒之下要報警，但老人說：“妳不如向警方說說自己的遭遇吧。” 吃驚的媽媽最後只能趕走他。
鮑比一覺醒來時，天仍是一片黑漆，他驚覺原來母親不但趕走了老人，還出賣了他：依“壞人”的告示向他們報出老人的下落以取得賞格。他立即跑到老人暫避的旅館，並幫他到酒吧拿他急需的二千美元，又試圖誤導“壞人”，但老人最終逃不過“壞人”的追捕，被黑色車接走了。
鮑比和媽媽不久亦搬走了，他的童年生活於焉結束。

## 演員
- 安東尼·霍普金斯 飾 老人泰德·布勞蒂根（Ted Brautigan）
- 安東·葉爾欽 飾 羅伯特（鮑比）·加菲爾德（Robert "Bobby" Garfield）
- 琥珀·戴維絲 飾 鮑比的母親 伊麗莎白（麗茲）·加菲爾德（Elizabeth "Liz" Garfield）
- 蜜卡·布倫 飾 卡洛兒·蓋伯/茉莉（Carol Gerberr/Molly）
- 大衛·摩斯 飾 成年鮑比·加菲爾德（Adult Bobby Garfield）
- 狄翠·歐康諾 飾 卡洛兒的母親 蓋伯太太（Mrs. Gerber）
- 威爾·羅斯哈爾 飾 約翰（蘇利）·蘇利文（John "Sully" Sullivan）
- 提摩西·雷夫斯尼德 飾 哈利·杜林（Harry Doolin）

## 反應
這部電影得到許多不同的評論。以2009年8月來看，《勿忘我》在爛番茄網站得到48%的評價，它得到的評論是：「《勿忘我》是一部演技精湛的漂亮作品，但除了情緒表達之外毫無可取之處。」

## 外部連結
- 互联网电影数据库（IMDb）上《勿忘我》的资料（英文）
- AllMovie上《勿忘我》的资料（英文）
- 爛番茄上《勿忘我》的資料（英文）
- Metacritic上《勿忘我》的資料（英文）
- Box Office Mojo上《勿忘我》的資料（英文）